# 世界摩托车锦标赛
世界摩托車錦標賽（英語：Grand Prix motorcycle racing，簡稱），是指摩托車賽中最重要的一項賽事。

## 歷史概覽

### WGP年代
MotoGP於1949年由國際摩托車賽車協會（FIM）統一規則後，形成的世界摩托車公路錦標賽，比一級方程式賽車還早一年成立；開始時稱為WGP，全部賽事在歐洲進行，且一年只有6站比賽。
| 年份 | 新加入分站 |
| ---- | ---------- |
| 1961 | 阿根廷     |
| 1964 | 美国       |
| 1967 | 加拿大     |
| 1983 | 南非       |
| 1987 | 日本       |
| 1988 | 巴西       |
| 1990 |            |
| 1991 | 马来西亚   |
| 1996 | 印度尼西亞 |
| 2004 |            |
| 中國 |            |

在整個20世紀80年代，WGP開始在全球範圍內飛速發展。分站數量由1987年的15站，增至2018年的19站，分散在全球五大洲。
從20世紀70年代中期到2002年，GP賽的最高級別被限制在四個氣缸500cc。
因而當時所有機車都是二行程的，以在引擎排氣量既定的情況下獲得更大動力輸出。

### MotoGP年代
2002年國際摩托車賽車協會把最高級別的500cc級別和整個賽事名稱都改稱為MotoGP，不再是WGP。
從2007年開始，MotoGP級別的機車將被限制在最高排氣量800cc。公佈的原因是要照顧車手安全，因為GP級別摩托車的動力輸出和最高速度在2002年以來已經有了充分的增長。
從2010年開始，250cc級別的賽事將改變為使用四行程四缸600cc的賽車，並更名為Moto2。
從2012年開始，125cc級別的賽事將改變為使用四行程單缸250cc的賽車，並更名為Moto3；而MotoGP級別的賽車排氣量限制恢復至1000cc；主因是車隊反應800cc賽車讓經營成本增加，卻讓廠車的過彎速度降低可看性。
從2019年開始，新增使用電動電單車的MotoE級別，初期稱為MotoE世界盃，2023年起升格為世界錦標賽。

## 技術
GP級摩托車是特製的賽車，追求速度和可觀賞性，最高轉速18000轉／分，直線速度一般達到340km/h以上，平均圈速也能達到250km/h以上，絲毫不亞於F1。像F1賽車一樣，GP級摩托車也並不僅僅是用來比賽，更要用來展示製造商的技術和設計實力。
因此，所有GP級摩托車大都是昂貴的輕材料製成，比如鈦合金、鎂合金或碳纖維等製品 (但禁止使用碳纖維輪框)，同時包括精密電子器件，遙感勘測，引擎管理系統和牽引控制，碳素纖維閘，還有高級引擎技術，像本田的V5引擎配置和Aprilia的RS3賽車，後者甚至使用了F1賽車用的Cosworth設計的氣閥制動系統。
雖然這些技術的應用成本一般不能被大眾接觸和購買，不過一些製造商原先僅在賽場上使用的技術，後續也慢慢下放在市售車上；例如本田的UNIT Pro-link懸吊、山葉的CrossPlane曲軸與DeltaBox車架、杜卡迪的Desmodromic汽門與Monocoque車架等。
MotoGP級別組使用的摩托車不能對大眾出售；這點和其他比賽不同，比如世界超級摩托車錦標賽裡的摩托車是以量產型摩托車改良。
其他級別，例如250cc、600cc排量的GP級摩托車，有相應對外發售的普通版本；Moto2級別所使用的引擎甚至來自凱旋市售車Street Triple 765。一輛250cc的車和一輛小汽車差不多價錢，往往用來進行種類繁多的國家級比賽。

### 現今車輛規格
| 等級         | MotoGP                               | Moto2                                                   | Moto3                                   | MotoE                        |
| ------------ | ------------------------------------ | ------------------------------------------------------- | --------------------------------------- | ---------------------------- |
| 引擎類型     | 四缸 形式不限                        | 直列三缸(凱旋統規引擎)                                  | 單汽缸                                  | 電動馬達                     |
| 製造商       | 杜卡迪、KTM、阿普利亞、山葉、本田    | Kalex、Speed Up、MV Agusta、NTS、Gas Gas (均僅製造車架) | 本田、KTM 、胡斯瓦那、Gas Gas、春風動力 | 杜卡迪                       |
| 排氣量       | 1000c.c                              | 765c.c                                                  | 250c.c                                  | 20kWh 鋰電池                 |
| 車重         | 158（348磅）                         | 135（298磅）                                            | 84（185磅）                             | 260（573磅）                 |
| 引擎形式     | 四行程，雙凸輪軸，每汽缸擁有四個汽門 | 四行程，雙凸輪軸，每汽缸擁有四個汽門                    | 四行程，雙凸輪軸，每汽缸擁有四個汽門    | 永磁同步馬達                 |
| 散熱形式     | 水冷                                 | 水冷                                                    | 水冷                                    | 油冷                         |
| 燃料         | 無鉛汽油(辛烷值100)                  | 無鉛汽油(辛烷值100)                                     | 無鉛汽油(辛烷值100)                     |                              |
| 燃料供給形式 | 噴射式                               | 噴射式                                                  | 噴射式                                  |                              |
| 進氣形式     | 自然進氣                             | 自然進氣                                                | 自然進氣                                |                              |
| 動力         | > 250匹制動馬力（190千瓦特）         | > 135匹制動馬力（101千瓦特）                            | > 80匹制動馬力（60千瓦特）              | > 160匹制動馬力（120千瓦特） |
| 轉速限制     | 17,500 - 18,000 rpm                  | 17,500 - 18,000 rpm                                     | 17,500 - 18,000 rpm                     |                              |
| 速度         | > 350每小時（217英里每小時）         | > 290每小時（180英里每小時）                            | > 250每小時（155英里每小時）            | > 270每小時（168英里每小時） |
| 輪胎供應商   | 米其林                               | 倍耐力                                                  | 倍耐力                                  | 米其林                       |

## 近年賽勢
從各個車隊的情況看，本田、山葉、鈴木等日本廠商提供車輛、技術及資金支持的車隊佔盡了優勢，雄厚的技術資金實力使它們自1975年開始近三十年的時間幾乎壟斷了冠軍領獎台。而意大利車廠杜卡迪車隊於2003年進軍Moto GP賽事，在2007年由於知名車手凯西·斯通纳的加入，該年囊括車隊總冠軍和車手總冠軍兩項大獎，成功打破近30多年日本廠商的長期壟斷。
鈴木於2011年賽季結束後便宣布退出，但於2015年重新加入Moto GP賽事，車隊名為Team Suzuki Ecstar。
80年代在125與250級別活躍的艾普利亞於2015年重返Moto GP賽事，與原本的開放組車隊Gresini Racing合作，車隊名為Aprilia Racing Team Gresini。
由於原廠車隊與衛星車隊在金錢與技術等其他資源的不對等，賽會組織Dorna近年來為了比賽的可看性而致定了許多規定，像是衛星車隊可以在賽季中使用較多具的引擎與油量、可以使用抓地力更好的軟性輪胎、允許在賽季中針對引擎進行開發、不限制車隊與車手的私人測試次數等規定，甚至於在2016年所有車隊均使用統一的引擎控制單元，並於2019年再次規範使用統一的慣性測量單元。
在Moto3組別稱霸已久的奧地利車廠KTM，宣布在2017年同時加入Moto2與Moto GP級別。
Moto2的統規引擎供應商即將在2019年由凱旋提供，採用引擎為旗下Street Triple車型所使用的765c.c直列三缸引擎。
MV Agusta宣布與Foward Racing車隊合作，在2019年將以車架製造商的身分加入Moto2的級別，這也是MV Agusta睽違42年後再度重返GP大獎賽。
2019年新增Moto E電動賽事，車輛採用義大利公司Energica專門開發之Ego Corsa為統規車輛。
KTM宣布，因資源整合等因素，將於2020年賽季將退出Moto2層級，同時將會讓旗下的Husqvarna廠牌重回Moto3賽場。
Suzuki宣布，2022年賽季結束，將退出Moto GP賽事。

## 比賽分站
列表為2024年各分站與時間表(截至2024/9止)
| 回合 | 比賽日期 | 分站                       | 賽道                   |
| ---- | -------- | -------------------------- | ---------------------- |
| 1    | 03月10日 | 卡塔爾大獎賽               | 羅賽爾國際賽車場       |
| 2    | 03月24日 | 葡萄牙大獎賽               | 阿爾加維國際賽道       |
|      | 04月07日 | 阿根廷大獎賽               | 特馬斯德里奧翁多賽車場 |
| 3    | 04月14日 | 美洲大獎賽                 | 美洲賽道               |
| 4    | 04月28日 | 西班牙大獎賽               | 赫雷斯賽道             |
| 5    | 05月12日 | 法國大獎賽                 | 利曼賽道               |
| 6    | 05月26日 | 加泰隆尼亞大獎賽           | 加泰隆尼亞賽道         |
| 7    | 06月02日 | 意大利大獎賽               | 穆傑羅賽道             |
|      | 06月16日 | 哈薩克大獎賽 (取消)        | 索科爾國際賽道         |
| 8    | 06月30日 | 荷蘭大獎賽                 | 亞森賽道               |
| 9    | 07月07日 | 德國大獎賽                 | 薩克森靈賽道           |
| 10   | 08月04日 | 英國大獎賽                 | 銀石賽道               |
| 11   | 08月18日 | 奧地利大獎賽               | 紅牛賽道               |
| 12   | 09月01日 | 阿拉貢大獎賽               | 阿拉貢摩托城           |
| 13   | 09月08日 | 聖馬利諾及里米尼海岸大獎賽 | 馬爾科·西蒙切利賽道    |
|      | 09月22日 | 印度大獎賽 (取消)          | 佛陀國際賽道           |
| 14   | 09月22日 | 艾米利亞-羅馬涅大大獎賽    | 馬爾科·西蒙切利賽道    |
| 15   | 09月29日 | 印尼大獎賽                 | 龍目島街道賽道         |
| 16   | 10月06日 | 日本大獎賽                 | 茂木賽車場             |
| 17   | 10月20日 | 澳洲大獎賽                 | 菲利普島大獎賽賽道     |
| 18   | 10月27日 | 泰國大獎賽                 | 武里南國際賽車場       |
| 19   | 11月03日 | 馬來西亞大獎賽             | 雪邦國際賽道           |
| 20   | 11月17日 | 瓦倫西亞自治區大獎賽       | 里卡多·托爾莫賽道      |

## 賽事內容
賽事由國際摩托車賽車協會（FIM）主辦，各分站賽主辦國負責承辦的每場比賽，具體管理和爭端仲裁由MotoGP賽事委員會執行。
儘管MotoGP在這裡作為一個級別的名稱，但也作為三個級別賽事的統稱。這種用法是官方於2002年規定的，但更多的場合「MotoGP」指的是MotoGP級別。

### 級別
目前MotoGP這項賽事根據引擎排氣量分為3個級別，意味著每個分站會有三組賽事：
| 級別   | 限定引擎排氣量 |
| ------ | -------------- |
| Moto3  | 250cc          |
| Moto2  | 765cc          |
| MotoGP | 1000cc         |

由於MotoGP組的技術指標遠遠高於其他組，這組比賽往往是賽事中的焦點。

### 賽事
各分站進行為期三天的賽事：
| 賽事日子 | 環節           | 英文名稱         | 英文縮寫 |
| -------- | -------------- | ---------------- | -------- |
| 第一天   | 自由練習第一節 | Free Practice 1  | FP1      |
| 第一天   | 練習時段       | Practice         | PR       |
| 第二天   | 自由練習第二節 | Free Practice 2  | FP2      |
| 第二天   | 排位賽         | Qualify Practice | QP       |
| 第二天   | 衝刺賽         | Sprint Race      | SPR      |
| 最後一天 | 熱身賽         | Warm-Up Practice | WUP      |
| 最後一天 | 比賽           | Race             | RAC      |

### 自由練習（Free Practice，FP）
車手可以熟悉場地特性，並提供數據給車隊針對場地進行車輛調校。
- Moto3：擁有三段的練習賽事，每段時間各為40分鐘，三段自由練習綜合排名在前14名可以直接進入第二階段(Q2)的排位賽，剩下的車手則必須參加第一階段(Q1)的排位賽。
- Moto2：擁有三段的練習賽事，每段時間各為40分鐘，三段自由練習綜合排名在前14名可以直接進入第二階段(Q2)的排位賽，剩下的車手則必須參加第一階段(Q1)的排位賽。
- MotoGP：（2023年英國站起生效）擁有三段的練習賽事，星期五第一段自由練習（FP1）為45分鐘，不列入成績計算。其後的練習時段（PR）為一小時，將決定直接進入第二階段(Q2)排位賽的前10名車手，剩下的車手則必須參加第一階段(Q1)的排位賽。星期六第二段自由練習（FP2）緊接在排位賽之前，時間為30分鐘，不列入成績計算。

### 排位賽（Qualify Practice，QP）
決定於正式比賽中起跑的順序。

#### 第一階段 (Q1)
- Moto3：時間為15分鐘，由自由練習第15名以後的車手進行，前四名選手可以進入第二階段；其餘未晉級的車手則是按照第一階段排位的成績，於正式比賽中起跑位置第19名後開始排序。
- Moto2：時間為15分鐘，由自由練習第15名以後的車手進行，前四名選手可以進入第二階段；其餘未晉級的車手則是按照第一階段排位的成績，於正式比賽中起跑位置第19名後開始排序。
- MotoGP：時間為15分鐘，由自由練習第11名以後的車手進行，前兩名選手可以進入第二階段；其餘未晉級的車手則是按照第一階段排位的成績，於正式比賽中起跑位置第13名後開始排序。

#### 第二階段 (Q2)
- Moto3：時間為15分鐘，由自由練習的前14名車手與Q1的前4名車手競爭，取得在正式比賽的起跑順序。
- Moto2：時間為15分鐘，由自由練習的前14名車手與Q1的前4名車手競爭，取得在正式比賽的起跑順序。
- MotoGP：時間為15分鐘，由自由練習的前10名車手與Q1的前2名車手競爭，取得在衝刺賽與正式比賽的起跑順序。

### 衝刺賽（Sprint Race，SPR）
2023年起於MotoGP級別實行，賽事長度約為正賽的一半，每個比賽週末的星期六下午3時開賽（卡塔爾站為夜賽，於星期六晚上8時開賽）。

### 熱身賽（Warm-Up Practice，WUP）
各級別均為20分鐘，提供車手與車廠於正式比賽前做最後的練習與車輛調校。2023年起取消Moto2及Moto3級別的熱身賽。

### 正式比賽（Race，RAC）
同級別的所有車手下場，在數十圈的比賽一較高下；而按照每個分站場地的不同，賽事圈數也有所不同。MotoGP級別比賽距離介乎100-130公里，比賽時間介乎40-45分鐘。
另外在正式比賽開始之前，從闈場出發至起跑位置稱為探路圈(Sighting Lap)，至起跑位置後於正式比賽前還會有一至二圈的暖胎圈(Warm-Up Lap)。

## 得分標準
積分由前15名分別獲得，而選手必須要跑完該賽事才可獲得。
積分除了用為車手年度個人排名外，還用於車隊排名 (隊上車手積分總和) 與製造商排名 (該場成績最好的車手為單場積分)
| 排位   | 冠軍 | 亞軍 | 季軍 | 殿軍 | 第五 | 第六 | 第七 | 第八 | 第九 | 第十 | 十一 | 十二 | 十三 | 十四 | 十五 |
| 正賽   | 25   | 20   | 16   | 13   | 11   | 10   | 9    | 8    | 7    | 6    | 5    | 4    | 3    | 2    | 1    |
| 衝刺賽 | 12   | 9    | 7    | 6    | 5    | 4    | 3    | 2    | 1    |      |      |      |      |      |      |

## Moto GP年度車手名單
名單為2024年參賽車隊與選手（粗體為製造商廠隊）
| 車隊                              | 製造商   | 賽車型號         | 號碼 | 車手                 |
| --------------------------------- | -------- | ---------------- | ---- | -------------------- |
| Aprilia Racing Team               | 艾普利亞 | RS-GP            | 12   | 馬維里克·維那勒斯    |
| Aprilia Racing Team               | 艾普利亞 | RS-GP            | 41   | 阿萊克斯·艾斯帕加羅  |
| Trackhouse Racing MotoGP          | 艾普利亞 | RS-GP            | 25   | 拉爾·費南德茲        |
| Trackhouse Racing MotoGP          | 艾普利亞 | RS-GP            | 88   | 米格爾·奧利維拉      |
| Ducati Lenovo Team                | 杜卡迪   | Desmosedici GP24 | 1    | 弗朗西斯科·巴尼亞亞  |
| Ducati Lenovo Team                | 杜卡迪   | Desmosedici GP24 | 23   | 埃尼亞·巴斯蒂尼尼    |
| Prima Pramac Racing               | 杜卡迪   | Desmosedici GP24 | 21   | 佛朗哥·莫比戴利      |
| Prima Pramac Racing               | 杜卡迪   | Desmosedici GP24 | 89   | 豪爾赫·馬丁          |
| Gresini Racing                    | 杜卡迪   | Desmosedici GP23 | 73   | 亞歷克斯·馬爾克斯    |
| Gresini Racing                    | 杜卡迪   | Desmosedici GP23 | 93   | 馬克·馬爾克斯        |
| Pertamina Enduro VR46 Racing Team | 杜卡迪   | Desmosedici GP23 | 49   | 法比奧·迪·詹南托尼奧 |
| Pertamina Enduro VR46 Racing Team | 杜卡迪   | Desmosedici GP23 | 72   | 馬可·貝澤基          |
| Repsol Honda Team                 | 本田     | RC213V           | 10   | 路卡·馬里尼          |
| Repsol Honda Team                 | 本田     | RC213V           | 36   | 胡安·米爾            |
| LCR Honda                         | 本田     | RC213V           | 5    | 約翰·薩爾科          |
| LCR Honda                         | 本田     | RC213V           | 30   | 中上貴晶             |
| Red Bull KTM Motorsport           | KTM      | RC16             | 33   | 布拉德·賓德爾        |
| Red Bull KTM Motorsport           | KTM      | RC16             | 43   | 傑克·米勒            |
| GasGas Factory Racing Tech3       | KTM      | RC16             | 31   | 佩德羅·阿科斯塔      |
| GasGas Factory Racing Tech3       | KTM      | RC16             | 37   | 奧古斯托·費爾南德斯  |
| Monster Energy Yamaha MotoGP      | 山葉     | YZR-M1           | 20   | 法比奧·夸特拉羅      |
| Monster Energy Yamaha MotoGP      | 山葉     | YZR-M1           | 42   | 亞歷克斯·里斯        |

## 歷屆總冠軍
| 年份 | 車手                                           | 國籍         | 車隊                          |
| ---- | ---------------------------------------------- | ------------ | ----------------------------- |
| 1949 | 莱斯利·格雷厄姆（Leslie Graham）               | 英国         | AJS                           |
| 1950 | 翁貝托·马塞蒂（Umberto Masetti）               | 義大利       | Gilera                        |
| 1951 | 傑夫·杜克（Geoff Duke）                        | 英国         | Norton                        |
| 1952 | 翁貝托·马塞蒂（Umberto Masetti）               | 義大利       | Gilera                        |
| 1953 | 傑夫·杜克（Geoff Duke）                        | 英国         | Gilera                        |
| 1954 | 傑夫·杜克（Geoff Duke）                        | 英国         | Gilera                        |
| 1955 | 傑夫·杜克（Geoff Duke）                        | 英国         | Gilera                        |
| 1956 | 約翰·瑟蒂斯（John Surtees）                    | 英国         | MV Agusta                     |
| 1957 | 利貝羅·利贝拉蒂（Libero Liberati）             | 義大利       | Gilera                        |
| 1958 | 約翰·瑟蒂斯（John Surtees）                    | 英国         | MV Agusta                     |
| 1959 | 約翰·瑟蒂斯（John Surtees）                    | 英国         | MV Agusta                     |
| 1960 | 約翰·瑟蒂斯（John Surtees）                    | 英国         | MV Agusta                     |
| 1961 | 加里·霍金（Gary Hocking）                      | 中非联邦     | MV Agusta                     |
| 1962 | 迈克·黑尔伍德（Mike Hailwood）                 | 英国         | MV Agusta                     |
| 1963 | 迈克·黑尔伍德（Mike Hailwood）                 | 英国         | MV Agusta                     |
| 1964 | 迈克·黑尔伍德（Mike Hailwood）                 | 英国         | MV Agusta                     |
| 1965 | 迈克·黑尔伍德（Mike Hailwood）                 | 英国         | MV Agusta                     |
| 1966 | 賈科莫·阿戈斯蒂尼（Giacomo Agostini）          | 義大利       | MV Agusta                     |
| 1967 | 賈科莫·阿戈斯蒂尼（Giacomo Agostini）          | 義大利       | MV Agusta                     |
| 1968 | 賈科莫·阿戈斯蒂尼（Giacomo Agostini）          | 義大利       | MV Agusta                     |
| 1969 | 賈科莫·阿戈斯蒂尼（Giacomo Agostini）          | 義大利       | MV Agusta                     |
| 1970 | 賈科莫·阿戈斯蒂尼（Giacomo Agostini）          | 義大利       | MV Agusta                     |
| 1971 | 賈科莫·阿戈斯蒂尼（Giacomo Agostini）          | 義大利       | MV Agusta                     |
| 1972 | 賈科莫·阿戈斯蒂尼（Giacomo Agostini）          | 義大利       | MV Agusta                     |
| 1973 | 菲爾·里德（Phil Read）                         | 英国         | MV Agusta                     |
| 1974 | 菲爾·里德（Phil Read）                         | 英国         | MV Agusta                     |
| 1975 | 賈科莫·阿戈斯蒂尼（Giacomo Agostini）          | 義大利       | Yamaha                        |
| 1976 | 巴里·希恩（Barry Sheene）                      | 英国         | Heron Suzuki                  |
| 1977 | 巴里·希恩（Barry Sheene）                      | 英国         | Heron Suzuki                  |
| 1978 | 肯尼·罗伯茨（Kenny Roberts）                   | 美国         | Marlboro Yamaha               |
| 1979 | 肯尼·罗伯茨（Kenny Roberts）                   | 美国         | Marlboro Yamaha               |
| 1980 | 肯尼·罗伯茨（Kenny Roberts）                   | 美国         | Marlboro Yamaha               |
| 1981 | 马尔科·卢基内利（Marco Lucchinelli）           | 義大利       | Gallina-Nava Olio Fiat Suzuki |
| 1982 | 马尔科·卢基内利（Marco Lucchinelli）           | 義大利       | Gallina-Nava Olio Fiat Suzuki |
| 1983 | 弗雷迪·斯潘塞（Freddie Spencer）               | 美国         | HRC Honda                     |
| 1984 | 埃迪·勞森（Eddie Lawson）                      | 美国         | Marlbolo Yamaha Team Agostini |
| 1985 | 弗雷迪·斯潘塞（Freddie Spencer）               | 美国         | Rothmans HRC Honda            |
| 1986 | 埃迪·勞森（Eddie Lawson）                      | 美国         | Marlbolo Yamaha Team Agostini |
| 1987 | 韋恩·加德纳（Wayne Gardner）                   |              | Rothmans HRC Honda            |
| 1988 | 埃迪·勞森（Eddie Lawson）                      | 美国         | Marlbolo Yamaha Team Agostini |
| 1989 | 埃迪·勞森（Eddie Lawson）                      | 美国         | Rothmans HRC Honda            |
| 1990 | 韋恩·雷尼（Wayne Rainey）                      | 美国         | Marlboro Yamaha               |
| 1991 | 韋恩·雷尼（Wayne Rainey）                      | 美国         | Marlboro Yamaha               |
| 1992 | 韋恩·雷尼（Wayne Rainey）                      | 美国         | Marlboro Yamaha               |
| 1993 | 凱文·施万茨（Kevin Schwantz）                  | 美国         | Lucky-Strike Suzuki           |
| 1994 | 米克·杜漢（Mick Doohan）                       |              | Rothmans HRC Honda            |
| 1995 | 米克·杜漢（Mick Doohan）                       | Repsol Honda |                               |
| 1996 | 米克·杜漢（Mick Doohan）                       | Repsol Honda |                               |
| 1997 | 米克·杜漢（Mick Doohan）                       | Repsol Honda |                               |
| 1998 | 米克·杜漢（Mick Doohan）                       | Repsol Honda |                               |
| 1999 | 亚历克斯·克里维列（Àlex Crivillé）             | Repsol Honda | 西班牙                        |
| 2000 | 小肯尼·罗伯茨（Kenny Roberts, Jr.）            | 美国         | Rizla Suzuki                  |
| 2001 | 瓦倫蒂諾·羅西（Valentino Rossi）               | 義大利       | Nastro Azzurro Honda          |
| 2002 | 瓦倫蒂諾·羅西（Valentino Rossi）               | 義大利       | Repsol Honda                  |
| 2003 | 瓦倫蒂諾·羅西（Valentino Rossi）               | 義大利       | Repsol Honda                  |
| 2004 | 瓦倫蒂諾·羅西（Valentino Rossi）               | 義大利       | Gauloises Fortuna Yamaha      |
| 2005 | 瓦倫蒂諾·羅西（Valentino Rossi）               | 義大利       | Gauloises Yamaha              |
| 2006 | 尼基·海登（Nicky Hayden）                      | 美国         | Repsol Honda                  |
| 2007 | 凱西·斯通納（Casey Stoner）                    |              | Ducati Corse                  |
| 2008 | 瓦倫蒂諾·羅西（Valentino Rossi）               | 義大利       | 菲亚特汽车 Yamaha             |
| 2009 | 瓦倫蒂諾·羅西（Valentino Rossi）               | 義大利       | 菲亚特汽车 Yamaha             |
| 2010 | 豪尔赫·洛倫佐（Jorge Lorenzo）                 | 西班牙       | 菲亚特汽车 Yamaha             |
| 2011 | 凱西·斯通納（Casey Stoner）                    |              | Repsol Honda                  |
| 2012 | 豪尔赫·洛倫佐（Jorge Lorenzo）                 | 西班牙       | Yamaha Factory Racing         |
| 2013 | 馬克·馬爾克斯（Marc Márquez）                  | 西班牙       | Repsol Honda                  |
| 2014 | 馬克·馬爾克斯（Marc Márquez）                  | 西班牙       | Repsol Honda                  |
| 2015 | 豪尔赫·洛倫佐（Jorge Lorenzo）                 | 西班牙       | Movistar Yamaha               |
| 2016 | 馬克·馬爾克斯（Marc Márquez）                  | 西班牙       | Repsol Honda                  |
| 2017 | 馬克·馬爾克斯（Marc Márquez）                  | 西班牙       | Repsol Honda                  |
| 2018 | 馬克·馬爾克斯（Marc Márquez）                  | 西班牙       | Repsol Honda                  |
| 2019 | 馬克·馬爾克斯（Marc Márquez）                  | 西班牙       | Repsol Honda                  |
| 2020 | 胡安·米爾（Joan Mir）                          | 西班牙       | Suzuki Ecstar                 |
| 2021 | 法比奧·夸特拉羅（Fabio Quartararo）            | 法國         | Monster Energy Yamaha         |
| 2022 | 弗朗切斯科·巴尼亞亞（Francesco Pecco Bagnaia） | 義大利       | Ducati Lenovo Team            |
| 2023 | 弗朗切斯科·巴尼亞亞（Francesco Pecco Bagnaia） | 義大利       | Ducati Lenovo Team            |
| 2024 | 豪爾赫·馬丁（Jorge Martín Almoguera）          | 西班牙       | Prima Pramac Racing           |

## 外部連結
- 官方网站
- 世界摩托车锦标赛的Facebook專頁
- 世界摩托车锦标赛的Instagram帳戶
- 世界摩托车锦标赛的X（前Twitter）
- YouTube上的世界摩托车锦标赛頻道
- 世界摩托车锦标赛的Twitch频道